# Иванов, Михаил Иванович (лётчик-испытатель)
Михаи́л Ива́нович Ивано́в (18 июля 1910, Санкт-Петербург — 14 июля 1948,Москва) — советский лётчик-испытатель, Герой Советского Союза (5.03.1948). Полковник (1947).

## Биография

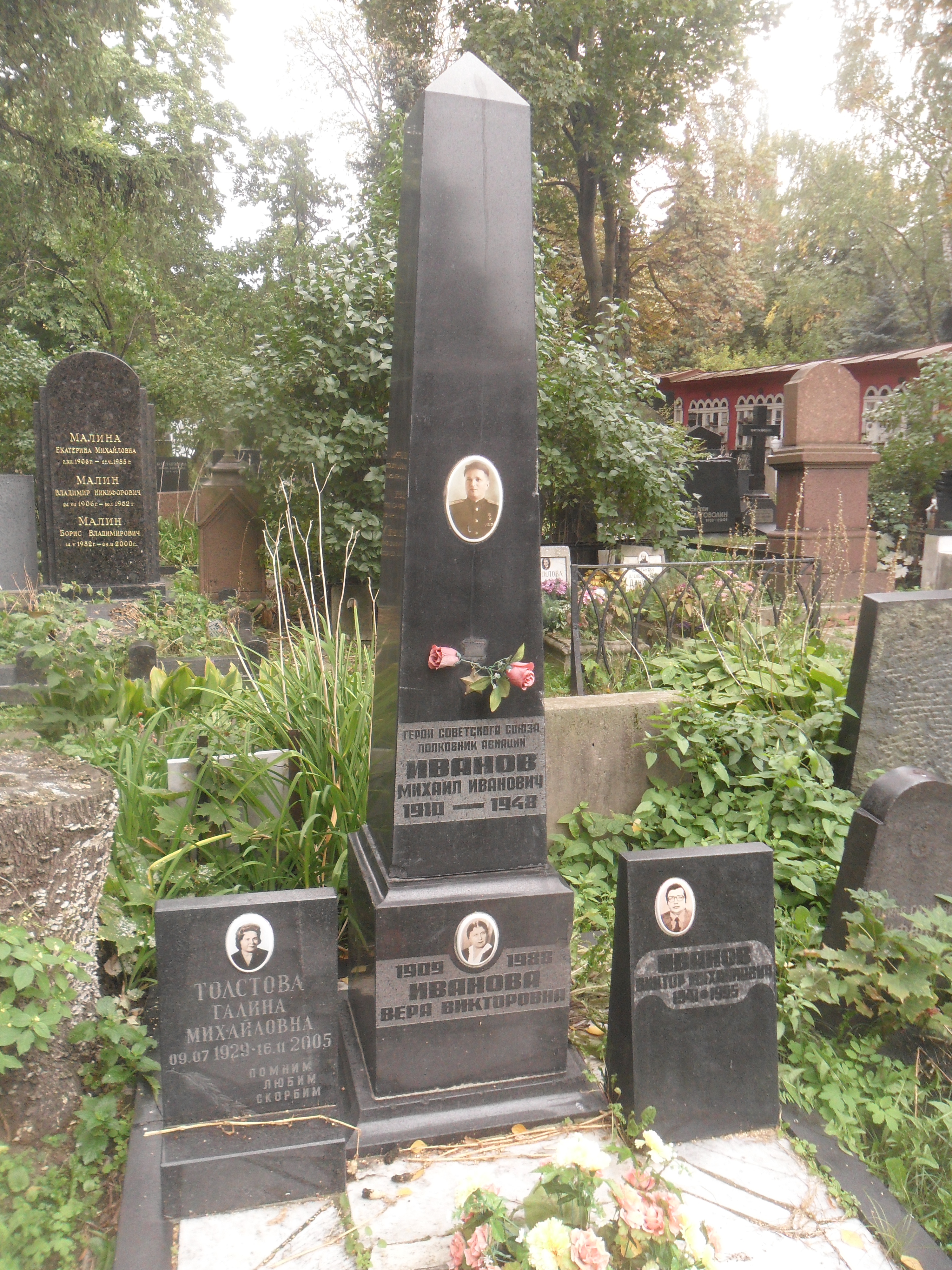
Могила М. И. Иванова на Новодевичьем кладбище Москвы.

Родился 18 июля 1910 года в городе Санкт-Петербург. По национальности русский. С 1925 работал учеником токаря в Полтаве. В 1929 окончил школу ФЗУ. Работал токарем на паровозостроительном заводе. Прошёл курс теоретического обучения в Полтавском авиакружке Осоавиахима.
В Советской армии с 1929 года. В 1932 г. окончил Сталинградскую военную авиационную школу лётчиков. Служил в строевых частях ВВС.
С октября 1936 по январь 1937 в качестве лётчика бомбардировщика СБ участвовал в боевых действиях в Испании.
В 1939—1941 — лётчик-испытатель военной приёмки авиазавода № 301 (г. Химки); испытывал серийные учебно-тренировочные самолёты УТ-2 и истребители Як-1.
В 1941—1945 — лётчик-испытатель военной приёмки авиазавода № 31 (г. Таганрог, с 1941 — г. Тбилиси); испытывал серийные истребители ЛаГГ-3, Ла-5ФН и Як-3.
Участник Великой Отечественной войны. В июне-ноябре 1941 — лётчик ПВО г. Таганрога. В ноябре 1941 при эвакуации авиазавода в Тбилиси участвовал в боевых действиях на Юго-Западном фронте. Всего совершил около 50 боевых вылетов (из них 12 — на штурмовку войск противника).
С февраля 1945 — старший лётчик-испытатель ОКБ А. С. Яковлева. 24 апреля 1946 года выполнил первый полёт и в дальнейшем провёл испытания одного из первых отечественных истребителей Як-15. Провёл испытания различных модификаций истребителя Як-3, Як-11, а также испытания реактивных истребителей Як-19 и Як-23.
Звание Героя Советского Союза с вручением ордена Ленина и медали «Золотая Звезда» Михаилу Ивановичу Иванову присвоено 5 марта 1948 года за мужество и героизм, проявленные при испытании новой авиационной техники.

## Гибель
Погиб 14 июля 1948 года на самолёте Як-23 при подготовке к авиационному параду. На Тушинском аэродроме проходила очередная тренировка воздушного парада. В воздухе было много самолётов. Истребители проходили один за другим на малой высоте вдоль шоссе, мимо главной трибуны. Высота полёта — 100 м. Группы бомбардировщиков и транспортных самолётов шли на большой высоте и далеко в стороне от трассы пролёта истребителей.
Михаил Иванович пилотировал истребитель Як-23 и, подходя к трибуне, у самолёта внезапно отвалилось правое крыло. Самолёт мгновенно с большой скоростью выполнил бочку (переворот через крыло). Во время этого манёвра Михаила Ивановича выбросило из кабины. Привязные ремни не выдержали и лопнули. Тело Михаила Ивановича упало на Волоколамское шоссе, прямо около главной трибуны.

## Награды
- Медаль «Золотая Звезда»;
- орден Ленина.
- орден Красного Знамени — дважды;
- орден Отечественной войны 1-й степени — дважды;
- орден Красной Звезды.

## Ссылка
Михаил Иванович Иванов. Сайт «Герои страны».
- М. И. Иванов на testpilot.ru. Дата обращения: 3 ноября 2011.